# Vertreibung und Flucht der Palästinenser 1948

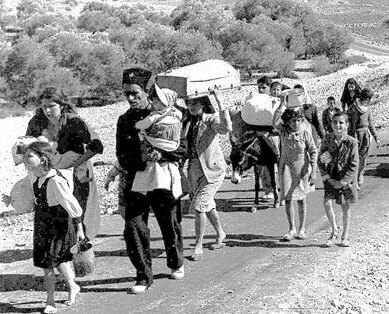
Palästina-Flüchtlinge „Auf dem Weg von Galiläa im Oktober/November 1948“

Im Palästinakrieg 1948 flohen mehr als 700.000 Palästinenser – etwa die Hälfte der arabischen Bevölkerung des Mandatsgebiets Palästina – aus ihren Häusern oder wurden vertrieben, zunächst von jüdischen Paramilitärs (Hagana) und Terrororganisationen (Irgun und Lechi) und nach der Gründung Israels durch dessen Militär. Die Vertreibung und Flucht war ein zentraler Bestandteil der Enteignung, Zersplitterung und Verdrängung der palästinensischen Gesellschaft, bekannt als die Nakba.
Dutzende von Massakern, die auf Araber abzielten, wurden von israelischen Militärkräften durchgeführt und zwischen 400 und 600 palästinensische Dörfer wurden zerstört. Dorfbrunnen wurden im Rahmen der biologischen Kriegsführung vergiftet und Eigentum wurde geplündert, um die Rückkehr palästinensischer Flüchtlinge zu verhindern. Zahlreiche Orte erhielten einen neuen, hebräischen Ortsnamen und wurden von jüdischen Bewohnern übernommen.
Die genaue Zahl der palästinensischen Flüchtlinge, von denen sich viele in Flüchtlingslagern in den Nachbarstaaten niedergelassen haben, ist umstritten. Etwa 80 Prozent der arabischen Bewohner dessen, was zu Israel wurde (die Hälfte der gesamten arabischen Bevölkerung des Mandatsgebietes Palästina), verließen ihre Heimat oder wurden vertrieben. Etwa 250.000–300.000 Palästinenser flohen oder wurden bereits während des Bürgerkriegs in Palästina 1947–1948 vertrieben, noch vor Beendigung des britischen Mandats am 14. Mai 1948 um Mitternacht. Die Invasion der Truppen benachbarter Staaten in der Arabischen Liga löste den ersten arabisch-israelischen Krieg aus.
Die Ursachen des palästinensischen Exodus von 1948 bilden eine grundlegende Fragestellung in der historischen Forschung und gaben von Anfang an Anlass zu erheblichen Meinungsverschiedenheiten. Faktoren, die zum Exodus beitrugen, umfassen militärische Vorstöße der Juden, die Zerstörung arabischer Dörfer, psychologische Kriegsführung, Angst vor einem weiteren Massaker durch zionistische Milizen nach dem Massaker von Deir Yassin,:239–240 Vertreibungsbefehle israelischer Behörden, der demoralisierende Einfluss der Flucht der Angehörigen der wohlhabenderen arabischen Gesellschaftsklassen, der Ausbruch einer Typhusepidemie in einigen Gebieten, verursacht durch Brunnenvergiftung seitens der Israelis, der Zusammenbruch der palästinensischen Führung und arabische Evakuierungsaufrufe sowie eine grundsätzliche Abneigung von weiten Teilen der arabischen Bevölkerung Palästinas, künftig unter jüdischer Kontrolle zu leben.
Später verhinderten eine Reihe von Land- und Eigentumsgesetzen, die von der ersten israelischen Legislative verabschiedet wurden, dass Araber, die ihre Heimatorte verlassen hatten, zurückkehren oder ihr Eigentum beanspruchen konnten. Sie wurden Flüchtlinge und an vielen Aufnahmeorten misslang es, sie und viele ihrer Nachkommen einzugliedern (Palästinensisches Flüchtlingsproblem). Auch innerhalb der Grenzen Israels hatten arabische Binnenflüchtlinge Zuflucht an anderen Orten gefunden als ihren Herkunftsorten. Alle verbliebenen einheimischen arabischen Nichtjuden im Gebiet des neuen Staates, einerlei ob am Heimatort verblieben oder Binnenflüchtling, wurden als arabische Israelis Staatsbürger. Man zählte 1949 in Israel 31.000 arabische Binnenfüchtlinge, die Unterstützung der UNWRA empfingen, da sie gemäß israelischen Gesetzen nicht in ihre Eigentum in den in Israel gelegenen Heimatorten zurückkehren durften, daneben lebten 125.000 arabische Israelis in ihren Heimatorten. Als Land der Flüchtlinge, bis 1950 kamen auf je 134 einheimische Israelis 100 Flüchtlinge, vor allem jüdische Araber und Europäer, gelang auch die Eingliederung seiner arabischen Binnenflüchtlinge recht schnell, so dass sie heute zu 94 % in Eigenheimen leben. In Israels stellte die UNWRA ihre Unterstützungsleistungen 1952 ein. 
Die Vertreibung der Palästinenser wurde seitdem von einigen Historikern als ethnische Säuberung beschrieben, während andere den Vorwurf einer Systematik im Vorgehen gegen die lokale arabische Bevölkerung bestreiten. Dennoch wurde die Existenz des sogenannten Rückkehrgesetzes, das die Einwanderung und Einbürgerung jeder jüdischen Person und ihrer Familie nach Israel erlaubt, während ein palästinensisches Rückkehrrecht verweigert wird, als Beweis für den Vorwurf zitiert, dass Israel Apartheid praktiziere.
Der Status der Flüchtlinge, insbesondere ob Israel ihnen das Recht auf Rückkehr in ihre Häuser gewährt oder sie entschädigt, stellt eine Schlüsselfrage im anhaltenden israelisch-palästinensischen Konflikt dar. Der Gedenktag für die palästinensische Vertreibung, bekannt als Nakba-Tag, wird am 15. Mai begangen.

## Geschichte
Die Geschichte des palästinensischen Exodus ist eng mit den kriegerischen Ereignissen in Palästina verbunden, die von 1947 bis 1949 (Bürgerkrieg und anschließender erster arabisch-israelischer Krieg) dauerten, sowie mit den politischen Ereignissen, die ihnen vorausgingen. Die erste Phase des bewaffneten Konflikts begann am 30. November 1947, einen Tag nachdem die Vereinten Nationen den Teilungsplan für Palästina angenommen hatten. Er sah vor, das Gebiet in einen jüdischen und einen arabischen Staat sowie einen internationalisierten Status für Jerusalem aufzugliedern. In dieser Phase begann auch die Vertreibung von Juden aus arabischen und islamischen Ländern.
Im September 1949, nach den demografischen Umwälzungen, die mit der Teilung Palästinas und der Gründung des Staates Israel sowie den kriegerischen Auseinandersetzungen einhergingen, schätzte die Vermittlungskommission der Vereinten Nationen für Palästina, dass etwa 711.000 palästinensische Flüchtlinge außerhalb Israels lebten. Von den schätzungsweise 160.000 palästinensischen Arabern, die in Israel verblieben, galten etwa ein Viertel als Binnenflüchtlinge.

### Dezember 1947 – März 1948
In den ersten Monaten des Bürgerkriegs wurde die politische Situation im Mandatsgebiet Palästina instabil, obwohl sowohl arabische als auch jüdische Führer bestrebt waren, die Feindseligkeiten einzudämmen.:90–99 Laut dem israelischen Historiker Benny Morris war diese Periode von arabischen Angriffen und jüdischer Defensive gekennzeichnet, die zunehmend von jüdischen Vergeltungsmaßnahmen durchbrochen wurden.:65 Der Historiker Simha Flapan vertrat dagegen den Standpunkt, Angriffe des Irgun und Lechi hätten zu palästinensisch-arabischen Vergeltungsaktionen geführt. Jüdische Vergeltungsmaßnahmen richteten sich gegen Dörfer und Stadtviertel, von denen angenommen wurde, dass von dort Angriffe auf Juden ausgegangen seien.:76
Die nach Einschätzung von Morris meist exzessiven Vergeltungsmaßnahmen der Zionisten umfassten die Tötung bewaffneter und unbewaffneter Männer, die Zerstörung von Häusern und manchmal auch die Vertreibung der Bewohner. Die zionistischen Untergrundgruppen Irgun und Lechi kehrten zu ihrer Strategie von 1937 bis 1939 zurück, wahllos Angriffe durchzuführen. Sie deponierten Sprengstoff und warfen Granaten auf belebte Orte wie Bushaltestellen, Einkaufszentren und Märkte. Ihre Angriffe auf britische Streitkräfte verringerten die Fähigkeit und Bereitschaft der britischen Truppen, den jüdischen Verkehr zu schützen. Die allgemeinen Bedingungen verschlechterten sich. Die wirtschaftliche Lage wurde instabil und die Arbeitslosigkeit stieg. Gerüchte verbreiteten sich, dass die Husaynis planten, mit Hilfe von „Fellahin“ (Bauern) Kontrolle über die Städte zu übernehmen. Einige palästinensische arabische Führer schickten ihre Familien ins Ausland.
Yoav Gelber schrieb, dass die Arabische Befreiungsarmee systematisch Nichtkombattanten aus mehreren Grenzdörfern evakuierte, um diese in militärische Stützpunkte zu verwandeln. Die Entvölkerung arabischer Siedlungen erfolgte meist in Dörfern in der Nähe jüdischer Siedlungen und in gefährdeten Stadtvierteln in Haifa, Jaffa und Westjerusalem.:99–125 Die ärmeren Bewohner dieser Viertel flohen in der Regel in andere Stadtteile. Diejenigen, die es sich leisten konnten, weiter weg zu fliehen, taten dies in der Erwartung, zurückzukehren, sobald die Unruhen vorüber wären.:138 Bis Ende März 1948 waren dreißig Dörfer von ihren arabischen Einwohnern verlassen worden. Ungefähr 100.000 palästinensische Araber waren in arabische Teile Palästinas geflohen, etwa nach Gaza, Beersheba, Haifa, Nazareth, Nablus, Jaffa und Bethlehem.
Einige palästinensische Araber hatten das Land ganz verlassen und hielten sich in Jordanien, Libanon oder Ägypten auf.:67 Andere Quellen sprechen von 30.000 palästinensischen Arabern. Viele davon waren politische Führer und Familien der städtischen Mittel- und Oberschicht. Um den 22. März herum wiesen die arabischen Regierungen ihre Konsulate in Palästina an, Einreisevisa nur noch an alte Menschen, Frauen, Kinder und Kranke auszustellen.:134 Am 29.–30. März berichtete der Nachrichtendienst der Haganah (HIS), dass „der AHC keine Ausreisegenehmigungen mehr genehmigte, weil er fürchtete, Panik im Land [zu verursachen].“

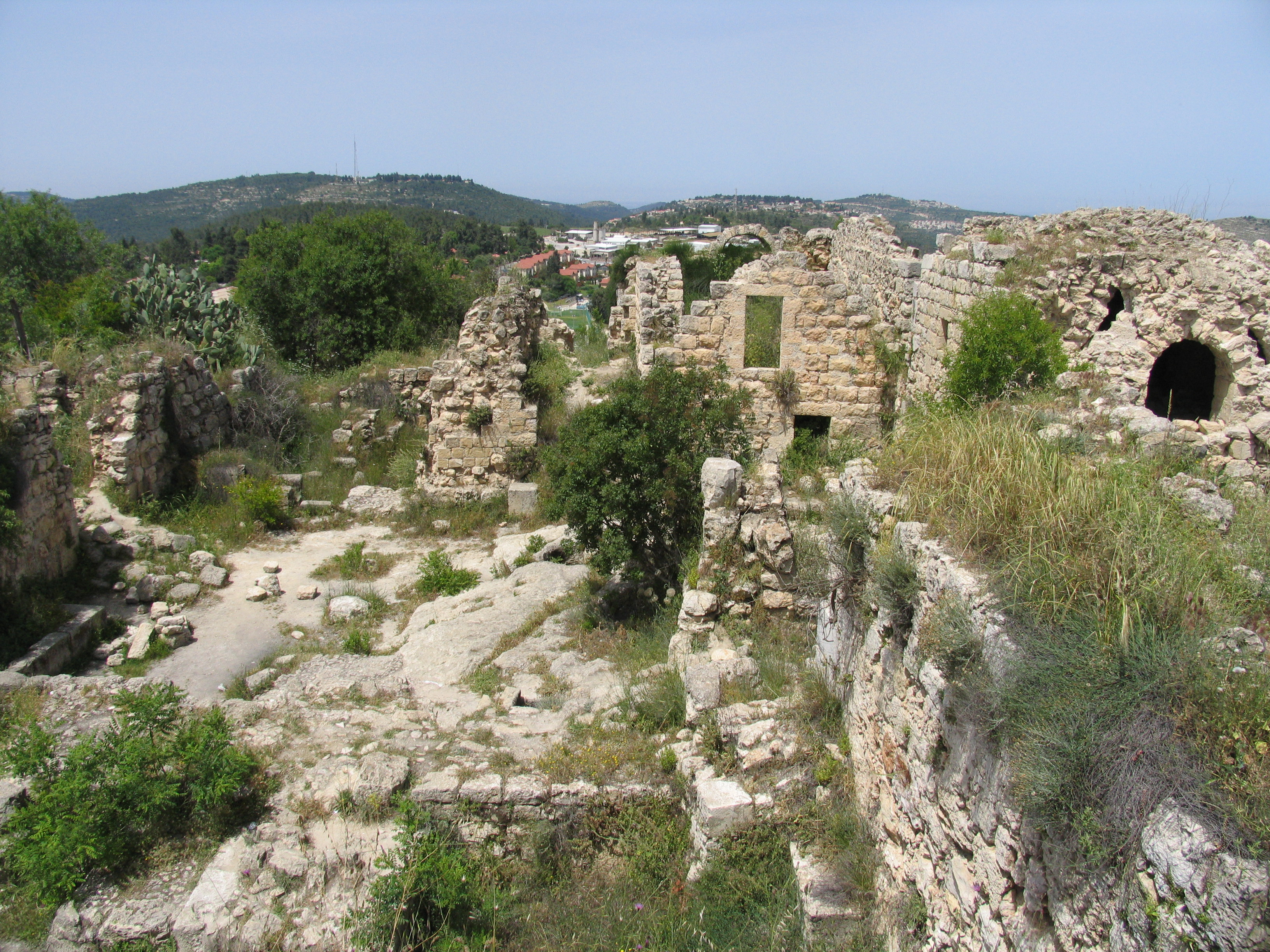
Ruinen des palästinensischen Dorfes Suba, nahe Jerusalem, mit Blick auf den Kibbuz Zova, der auf den Ländereien des Dorfes erbaut wurde.

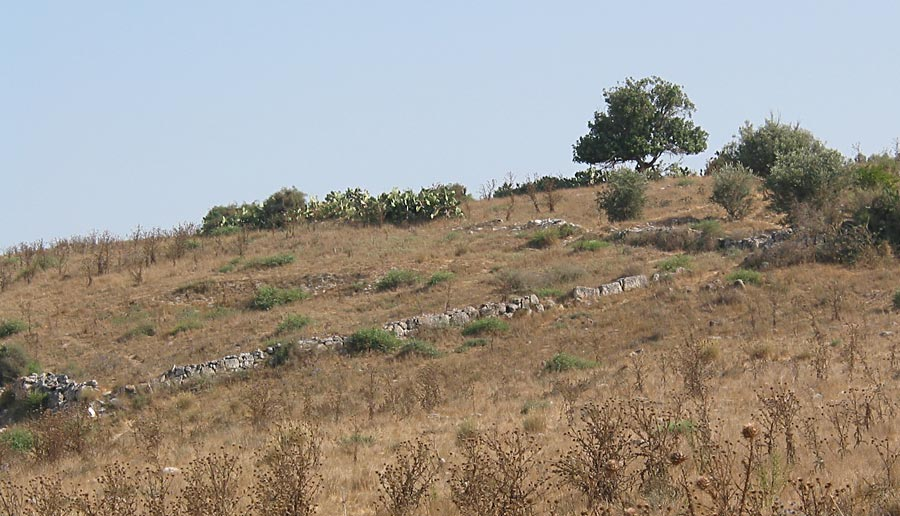
Ruinen des ehemaligen arabischen Dorfes Bayt Jibrin, innerhalb der Grünen Linie westlich von Hebron.

Die Hagana wurde angewiesen, die weitere Eskalation zu vermeiden. Sie stoppte deshalb willkürliche Angriffe, die eine britische Intervention provozierten.:68–86
Am 18. Dezember 1947 ging die Hagana zu einer aggressiven Verteidigungsstrategie über, die in der Praxis eine begrenzte Umsetzung des „Plan Mai“ („Tochnit Mai“) bedeutete. Dieser Plan, im Mai 1946 erstellt, ist auch bekannt als „Plan Gimel“ („Tochnit Gimel“) oder „Plan C“. Als Masterplan der Hagana regelte er die Verteidigung des Jischuv für den Fall, dass beim Abzug der Briten neue Unruhen ausbrachen. Er sah Vergeltungsmaßnahmen für Angriffe auf jüdische Häuser und Straßen vor.:75
Anfang Januar übernahm die Hagana die Operation Zarzir, einen Plan zur Ermordung von arabischen Politikern, die Amin al-Husayni nahestanden, wobei die Schuld anderen arabischen Führern zugeschoben werden sollte. In der Praxis wurden jedoch nur wenige Ressourcen für das Projekt aufgewendet und der einzige Mordversuch galt Nimr al Khatib.:76
Die einzige autorisierte Vertreibung, die es zu dieser Zeit gab, fand in Qisarya (südlich von Haifa) statt, wo palästinensische Araber gezwungen wurden, ihre Häuser zu verlassen, bevor diese am 19.–20. Februar 1948 zerstört wurden.:130 In nicht vorab genehmigten Angriffen vertrieb die Haganah mehrere Dorfgemeinschaften; mehrere andere wurden vom Irgun verjagt.:125
Laut Ilan Pappé organisierten die Zionisten eine Bedrohungskampagne,:55 die aus der Verteilung von Flugblättern und „gewaltsamer Aufklärung“ bestand. Nachdem sie Mörser zur Verfügung hatten, kam der Beschuss arabischer Dörfer und Stadtviertel hinzu.:73 Pappé schrieb auch, dass die Hagana von einer Politik der Vergeltung zu Offensivaktionen überging.:60
Im Januar 1948 traf sich Ben-Gurion mit seinen Hauptberatern zum sogenannten „langen Seminar“. Die Beratungen setzten voraus, dass es wünschenswert sei, so viele Araber wie möglich aus dem jüdischen Gebiet zu „transferieren“, und die Diskussion konzentrierte sich hauptsächlich auf die Umsetzung.:63 Erfahrungen aus mehreren Angriffen im Februar 1948, insbesondere auf Qisarya und Sa'sa', wurden bei der Entwicklung eines Plans genutzt, der im Detail beschreibt, wie mit Wohngebieten der feindlichen Bevölkerung umgegangen werden sollte.:82 Laut Pappé war Plan Dalet der Masterplan für die Vertreibung der Palästinenser.:82 Gelber zufolge sahen die Anweisungen von Plan Dalet jedoch vor, dass die Bevölkerung eroberter Dörfer über die Grenzen des jüdischen Staates hinaus vertrieben werden sollte, falls sie Widerstand leistete. Wenn sie keinen Widerstand leisteten, konnten die Bewohner bleiben und wurden unter Militärverwaltung gestellt.
Benny Morris beurteilt die anfängliche Kampfbereitschaft der Palästinenser als „unorganisiert, sporadisch und lokalisiert, und sie blieb monatelang chaotisch und unkoordiniert, wenn nicht sogar ungerichtet.“:86 Husayni fehlten die Ressourcen, um einen Großangriff auf den Yishuv zu starten. Er beschränkte sich darauf, kleinere Angriffe zu genehmigen und die Wirtschaftsblockade zu verschärfen.:87 Die Briten mutmaßten, dass die arabischen Unruhen nachgelassen hätten, wenn die Juden nicht mit Schusswaffen Vergeltung geübt hätten.:75
Insgesamt kommt Morris zu dem Schluss, dass die „arabischen Flüchtlinge aus den Städten und Dörfern in dieser Zeit hauptsächlich wegen Angriffen der Juden—Hagana, IZL oder LHI—oder aus Angst vor bevorstehenden Angriffen“ geflohen seien. Nur „eine extrem kleine, fast unbedeutende Zahl der Flüchtlinge brach in dieser frühen Phase wegen Vertreibungsbefehlen oder gewaltsamen ‚Ratschlägen‘ von Hagana, IZL oder LHI auf.“:138, 139

### April–Juni 1948

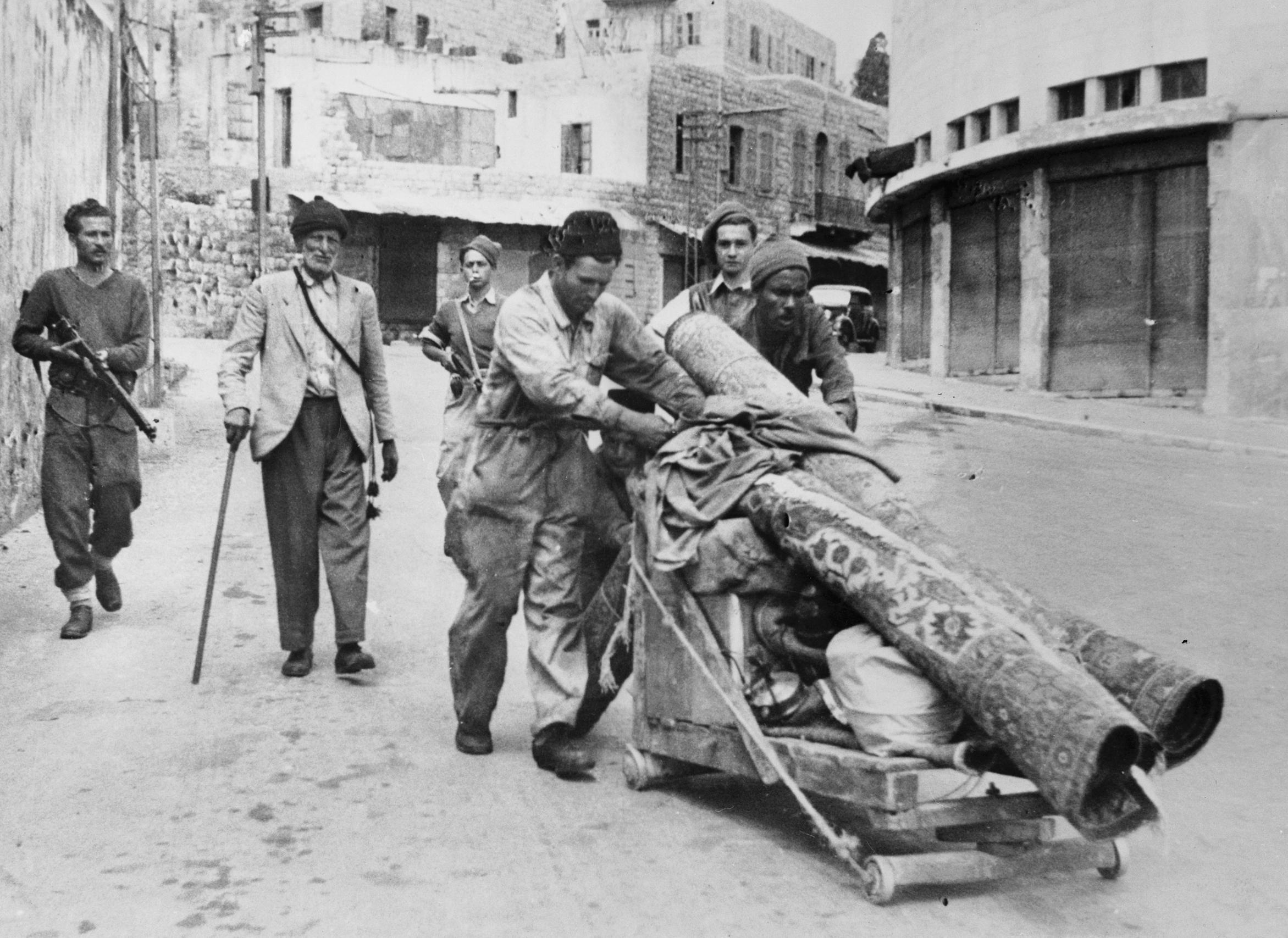
Araber verlassen mit beweglicher Habe ihr Heim, nachdem ihre Wohnviertel in Haifa im April 1948 durch Hagana-Kämpfer aus jüdischen Nachbarvierteln her eingenommen worden waren

Bis zum 1. Mai 1948, zwei Wochen vor der israelischen Unabhängigkeitserklärung, waren bereits fast 175.000 Palästinenser (ungefähr 25 %) geflohen.
In diesen Monaten konzentrierten sich die Kämpfe auf das Gebiet Jerusalem–Tel Aviv. Am 9. April verbreitete das Massaker von Deir Yassin und die darauf folgenden Gerüchte Angst unter Palästinensern.:264 Anschließend besiegte die Hagana lokale Milizen in Tiberias. In der Schlacht um Haifa vom 21. bis zum 22. April nutzte die Haganah auch psychologische Kriegführung. Der Nationalausschuss (hebräisch הַוַּעַד הַלְּאֻמִּי HaWaʿad haLeʾummī), die Exekutive der gewählten Repräsentantenversammlung der Personalkörperschaft jüdischer Palästinenser (Jischuv), konnte dem palästinensischen Rat keine Garantie geben, dass eine bedingungslose Kapitulation ohne Zwischenfälle verlaufen würde. Schließlich feuerte die Irgun unter Menachem Begin Mörser auf die Infrastruktur in Jaffa. Zusammen mit der durch Deir Yassin verursachten Angst hatte jede dieser militärischen Aktionen panische palästinensische Evakuierungen zur Folge.
Die Bedeutung der Angriffe der Untergrund-Milizen Irgun und Lechi auf Deir Yassin wird durch Berichte aller Seiten hervorgehoben. Meron Benvenisti betrachtet Deir Yassin als „einen Wendepunkt in der Geschichte der Zerstörung der arabischen Landschaft“.
In Palästina begann im April die biologische Kriegsführung, indem die Brunnen einiger eroberter Dörfer mit Bakterien verseucht wurden, um die Rückkehr der arabischen Bevölkerung zu verhindern. Eine erfolgreiche Operation verursachte Anfang Mai eine Typhusepidemie in Akkon. Ein weiterer Versuch, Trinkwasser mit Bakterien zu verseuchen, wurde Ende Mai in Gaza von den einmarschierten Ägyptern vereitelt.

#### Haifa
Eine der bemerkenswertesten Fluchten dieser Phase war die Massenflucht von Palästinensern aus der Stadt Haifa. Dem israelischen Historiker Efraim Karsh zufolge war nicht nur die Hälfte der arabischen Bevölkerung Haifas bereits vor der endgültigen Schlacht Ende April 1948 geflohen. Weitere 5.000 bis 15.000 hatten Karsh zufolge anscheinend freiwillig während der Kämpfe die Stadt verlassen. Die verbliebenen etwa 15.000 bis 25.000 Menschen mussten einer zeitgenössischen israelischen Quelle zufolge auf Anweisung der arabischen Obrigkeit gehen. Der palästinensische Historiker Walid Khalidi bestreitet diese Darstellung. Er verweist darauf, dass zwei unabhängige Studien, die CIA- und BBC-Abhörprotokolle von Radiosendungen aus der Region analysierten, zu dem Schluss kamen, dass vom Arabischen Hohen Komitee kein derartiger Befehl zum Verlassen Haifas gegeben wurde.
Laut Morris waren die Mörserangriffe der Hagana am 21. und 22. April auf Haifa hauptsächlich darauf ausgelegt, „die arabische Moral zu brechen, um einen schnellen Zusammenbruch des Widerstands und eine schnelle Kapitulation herbeizuführen. […] Aber offensichtlich löste die Offensive, und insbesondere das Mörserfeuer, die Massenflucht aus. Die drei-Zoll-Mörser ‚eröffneten das Feuer auf den Marktplatz [wo sich] eine große Menschenmenge befand […]. Große Panik brach aus. Die Menge stürmte zum Hafen, schob die Polizisten beiseite, stürmte die Boote und begann, die Stadt zu verlassen‘, wie es später in der offiziellen Geschichte der Hagana formuliert wurde.“:191, 200 Laut Pappé:96 wurde dieser Mörserbeschuss absichtlich auf Zivilisten gerichtet, um ihre Flucht aus Haifa zu beschleunigen.
Am 21. April sandte die Haganah eine Warnung an die Araber in Haifa: „Falls sie die ‚eingeschleusten Dissidenten‘ nicht wegschicken würden, sei es für sie ratsam, alle Frauen und Kinder zu evakuieren, da sie von nun an heftig angegriffen werden würden.“
Jüdische Kämpfer erlangten die Oberhand in Haifa und am 22. April 1948 endeten die Gefechte und beide Seiten schlossen einen Waffenstillstand, wobei die Juden den Schutz und Verbleib der nichtjüdischen arabischen Zivilisten zusicherten, während die arabischen Kämpfer ihre Waffen niederlegten bei freiem Geleit. Karsh kommt daher zu dem Schluss, dass es keinen groß angelegten jüdischen Plan gegeben habe, diese Abreise zu erzwingen. Die jüdische Führung in Haifa habe ohne Erfolg versucht, einige Araber zum Bleiben zu veranlassen. Jamal al-Hussayni, Präsident des Arabischen Hohen Komitees (AHC), sagte in der Sitzung zum Auszug nichtjüdischer Araber aus Haifa in der UNO am 23. April 1948: „Die Araber wollten sich nicht einem Waffenstillstand unterwerfen, der Schande gebracht hätte, und zogen es vor, ihre Wohnungen aufzugeben, ihre Habseligkeiten und alles, was sie auf dieser Welt besaßen, und die Stadt zu verlassen. Das haben sie tatsächlich getan.“ Die New York Times berichtete, „die Massenevakuierung, zum Teil aus Angst, zum Teil durch Anweisungen der arabischen Führer verursacht, hinterließ das arabische Quartier von Haifa als Geisterstadt.“
Beim Kommentieren des Einsatzes von "psychologischen Kriegsfunkübertragungen" und militärischer Taktiken in Haifa schreibt Benny Morris:

“Throughout the Haganah made effective use of Arabic language broadcasts and loudspeaker vans. Haganah Radio announced that "the day of judgement had arrived" and called on inhabitants to "kick out the foreign criminals" and to "move away from every house and street, from every neighbourhood occupied by foreign criminals". The Haganah broadcasts called on the populace to "evacuate the women, the children and the old immediately, and send them to a safe haven". Jewish tactics in the battle were designed to stun and quickly overpower opposition; demoralisation was a primary aim. It was deemed just as important to the outcome as the physical destruction of the Arab units. The mortar barrages and the psychological warfare broadcasts and announcements, and the tactics employed by the infantry companies, advancing from house to house, were all geared to this goal. The orders of Carmeli's 22nd Battalion were "to kill every [adult male] Arab encountered" and to set alight with fire-bombs "all objectives that can be set alight. I am sending you posters in Arabic; disperse on route."”

„Im gesamten Verlauf machte die Hagana effektiven Gebrauch von Rundfunksendungen in arabischer Sprache und Lautsprecherwagen. Radio Hagana verkündete, dass ‚der Tag des Gerichts gekommen sei‘ und forderte die Einwohner auf, ‚die fremden Verbrecher hinauszuschmeißen‘ und ‚jedes Haus und jede Straße, jedes von fremden Verbrechern besetzte Viertel zu verlassen‘. Die Sendungen der Hagana riefen die Bevölkerung dazu auf, ‚die Frauen, Kinder und Alten sofort zu evakuieren und sie an einen sicheren Ort zu schicken‘. Die jüdischen Taktiken in der Schlacht waren darauf ausgelegt, die Opposition schnell zu überwältigen und zu lähmen; Demoralisierung war ein Hauptziel. Dies wurde als ebenso wichtig für das Ergebnis angesehen wie die physische Zerstörung der arabischen Einheiten. Die Mörserbeschüsse, die psychologischen Kriegsführung mittels Rundfunksendungen und Durchsagen sowie die von den Infanteriekompanien angewandten Taktik, von Haus zu Haus vorzurücken, waren alle auf dieses Ziel ausgerichtet. Die Befehle des 22. Bataillons von Carmeli lauteten, ‚jeden [erwachsenen männlichen] Araber, der angetroffen wird, zu töten‘ und mit Brandbomben ‚alle entflammbaren Ziele in Brand zu setzen. Ich sende euch Poster auf Arabisch zum Verteilen auf dem Weg.‘“

Bis Mitte Mai verblieben 4.000 Araber in Haifa, die gemäß Plan D im Wadi Nisnas konzentriert waren. Unterdessen zerstörten die technischen und städtebaulichen Abteilungen Haifas in Zusammenarbeit mit dem städtischen Kommandanten der IDF, Yaʿakov Lublini, systematisch arabische Wohngebiete in bestimmten Bereichen. Das war bereits vor dem Krieg geplant worden.:209–211

#### Weitere Ereignisse
Laut Glazer (1980, S. 111) wurde ab dem 15. Mai 1948 die Vertreibung der Palästinenser zu einer regelmäßigen Praxis. Avnery (1971) erklärt die zionistische Begründung folgendermaßen:
„Ich glaube, dass die Vertreibung der arabischen Zivilbevölkerung in dieser Phase ein Ziel von David Ben-Gurion und seiner Regierung geworden war … Die Meinung der UN konnte sehr wohl ignoriert werden. Frieden mit den Arabern schien ausgeschlossen, bedenkt man die extreme Natur der arabischen Propaganda. In dieser Situation war es für Leute wie Ben-Gurion leicht zu glauben, dass es sowohl aus Sicherheitsgründen notwendig als auch für die Homogenität des neuen hebräischen Staates wünschenswert war, von unbewohntem Territorium Besitz zu ergreifen.“
Auf umfangreichen Archivstudien gegründet, liefert Morris eine Analyse der durch die Haganah induzierten Flucht:
„Aus Sicht des israelischen Militärgeheimdienstes war der wichtigste einzelne Faktor für die Massenflucht von April bis Juni zweifellos der jüdische Angriff. Die Tatsache, dass jede Flucht während oder unmittelbar nach einem militärischen Angriff stattfand, belegt das eindeutig. Keine Stadt wurde von der Mehrheit ihrer Bevölkerung verlassen, bevor der Angriff von Haganah/IZL erfolgte … Je näher das Rückzugsdatum der Briten am 15. Mai rückte und die Aussicht auf eine Invasion durch arabische Staaten zunahm, desto eher waren die Kommandanten, bereit zu ‚Säuberungs‘-Operationen und Vertreibungen zu greifen, um ihre rückwärtigen Gebiete zu säubern.“:265
„Relativ wenige Kommandanten standen vor dem moralischen Dilemma, die Vertreibungsklauseln umsetzen zu müssen. Stadtbewohner und Dorfbewohner flohen in der Regel vor oder während der Kämpfe aus ihren Häusern … Allerdings verhinderten die (Hagana-Kommandanten) fast ausnahmslos, dass Einwohner, die zunächst geflohen waren, nach Hause zurückkehrten…“:165

Edgar O’Ballance, ein Militärhistoriker, ergänzt:
„Israelische Lastwagen mit Lautsprechern fuhren durch die Straßen und forderten alle Einwohner auf, sofort zu evakuieren. Diejenigen, die zögerten zu gehen, wurden von den siegreichen Israelis gewaltsam aus ihren Häusern geworfen. Deren Politik zielte nun offen darauf ab, die gesamte arabische Zivilbevölkerung vor sich herzutreiben… Aus den umliegenden Dörfern und Weilern wurden in den nächsten zwei oder drei Tagen alle Einwohner vertrieben und auf den Weg nach Ramallah geschickt … Es gab keine ‚vernünftige Überredung‘ mehr. Die arabischen Einwohner wurden unverblümt vertrieben und gezwungen, in arabisches Gebiet zu fliehen … Wo immer die israelischen Truppen in arabisches Gebiet vorrückten, schoben sie die arabische Bevölkerung vor sich her.“
Nach dem Fall von Haifa behinderten Bewohner von Dörfern an den Hängen des Karmelgebirges den jüdischen Verkehr auf der Hauptstraße nach Haifa. Am 9. Mai 1948 wurde beschlossen, die Bewohner der Dörfer Kafr Saba, al-Tira, Qaqun, Qalansuwa und Tantura zu vertreiben oder diese zu unterwerfen. Am 11. Mai 1948 berief Ben-Gurion die „Beratung“ ein; das Ergebnis des Treffens wird in einem Brief an die Kommandeure der Hagana-Brigaden bestätigt, in dem sie darauf hingewiesen werden, dass die Offensive der Arabischen Legion ihre Truppen nicht von den Hauptaufgaben ablenken sollte: „Die Säuberung Palästinas blieb das Hauptziel des Plan Dalet.“
Die Kommandeure der Alexandroni-Brigade planten, das arabische Siedlungsgebiet auf dem Karmelgebirge zu reduzieren. Über den Ort Tantura, der an der Küste lag, hatten die Dörfer des Karmel Zugang zur Außenwelt. Deshalb wurde Tantura als erstes Ziel gewählt, um die Dörfer des Karmel im Rahmen der Küstenräumungs-Offensive zu Beginn des arabisch-israelischen Krieges von 1948 zu umzingeln. In der Nacht vom 22. auf den 23. Mai 1948, acht Tage nach der Unabhängigkeitserklärung des Staates Israel, wurde das Küstendorf Tantura vom 33. Bataillon der Alexandroni-Brigade der Haganah angegriffen und besetzt. Die Bewohner von Tantura erhielten keine Möglichkeit zur Kapitulation. Der erste Bericht sprach von Dutzenden getöteten Dorfbewohnern und von 300 gefangenen erwachsenen Männern und 200 Frauen und Kindern. Viele Dorfbewohner flohen in den bereits von den Israelis eroberten Ort Furaidis oder in arabisch kontrolliertes Gebiet. Die gefangenen Frauen von Tantura wurden nach Furaidis gebracht. Am 31. Mai beantragte Brechor Shitrit, Minister für Minderheitenangelegenheiten der provisorischen Regierung Israels, die Flüchtlingsfrauen von Tantura aus Furaidis zu vertreiben, da die Zahl der Flüchtlinge in Furaidis zu Problemen wie Überbelegung und Hygiene führte.

Ein auf den 30. Juni 1948 datierter Bericht des militärischen Nachrichtendienstes SHAI der Hagana mit dem Titel Die Auswanderung palästinensischer Araber im Zeitraum 1.12.1947 bis 1.6.1948 stellt fest:
„‚Mindestens 55 % des gesamten Exodus wurden durch unsere (Hagana/IDF) Operationen verursacht.‘ Zu dieser Zahl fügen die Verfasser des Berichts die Operationen der Irgun und Lechi hinzu, die ‚direkt etwa 15 %… der Auswanderung‘ verursachten. Weitere 2 % wurden expliziten Vertreibungsbefehlen der israelischen Truppen zugeschrieben und 1 % ihrer psychologischen Kriegsführung. Demnach wurden 73 % der Abreisen direkt von den Israelis verursacht. Darüber hinaus begründet der Bericht 22 % der Abreisen mit ‚Ängsten‘ und einer ‚Vertrauenskrise‘ in der palästinensischen Bevölkerung. Was arabische Aufrufe zur Flucht angeht, so wurden diese nur in 5 % der Fälle als bedeutsam erachtet …“
Laut Morris' Schätzungen verließen 250.000 bis 300.000 Palästinenser Israel während dieser Phase.:262 Keesing’s Contemporary Archives in London beziffern die Gesamtzahl der Flüchtlinge vor der Unabhängigkeit Israels auf 300.000

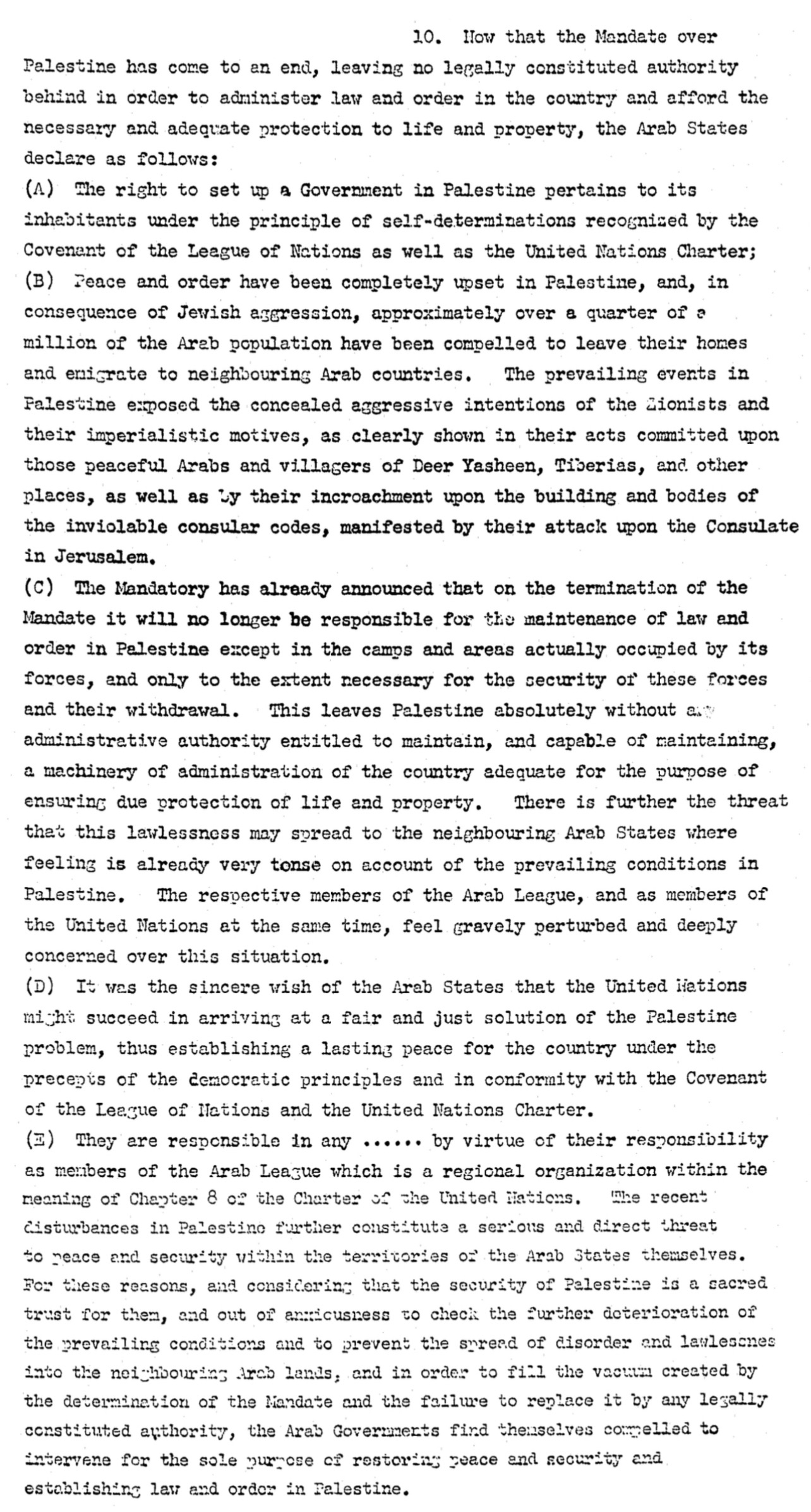
Klausel 10 des Kabelgramms der Arabischen Liga vom 15. Mai 1948, die die Vertreibung von zu diesem Zeitpunkt 250.000 Palästinensern als Grund für ihren Eintritt in das Gebiet angibt.

In Klausel 10.(b) des Kabelschreibens des Generalsekretärs der Arabischen Liga an den Generalsekretär der Vereinten Nationen vom 15. Mai 1948, mit dem das Eingreifen der arabischen Staaten gerechtfertigt wurde, behauptete der Generalsekretär der Liga, dass „ungefähr über ein Viertel Million der arabischen Bevölkerung gezwungen wurde, ihre Heimat zu verlassen und in die benachbarten arabischen Länder zu emigrieren.“

### Juli–Oktober 1948
Die israelischen Operationen Dani und Dekel, die den Waffenstillstand brachen, markierten den Beginn der dritten Phase der Vertreibungen. Die größte einzelne Vertreibung des Krieges (fast 8,6 % der gesamten Exodus) begann am 14. Juli in Lydda und Ramla, als 60.000 Einwohner der beiden Städte auf Befehl von David Ben-Gurion und Yitzhak Rabin gewaltsam vertrieben wurden. Diese Ereignisse sind als „Lydda-Todesmarsch“ bekannt.
Laut Flapan (1987, S. 13–14) stellten Ramla und Lydda aus Ben-Gurions Sicht eine besondere Gefahr dar. Eine Zusammenarbeit zwischen der ägyptischen Armee, die ihren Angriff auf Kibbuz Negba in der Nähe von Ramla begonnen hatte, und der Arabischen Legion, die die Polizeistation in Lydda eingenommen hatte, konnte durch die beiden nahegelegenen arabischen Städte erleichtert werden. Der Autor ist jedoch der Meinung, dass die Eroberung der beiden Städte im Rahmen der Operation Dani zeigte, dass eine solche Zusammenarbeit nicht existierte.
Nach Flapans „fand der Exodus in Lydda zu Fuß statt. In Ramlah stellte die IDF Busse und Lastwagen zur Verfügung. Ursprünglich sollten alle Männer zusammengetrieben und in einem Gehege eingesperrt werden. Aber dann fielen Schüsse, die von Ben-Gurion als Beginn einer Gegenoffensive der Arabischen Legion gedeutet wurden. Er stoppte die Festnahmen und ordnete die schnelle Vertreibung aller Araber an, einschließlich Frauen, Kinder und Älterer.“ Zur Erklärung zitiert Flapan Ben-Gurion mit den Worten, dass „diejenigen, die gegen uns den Krieg angefangen haben, nach ihrer Niederlage die Verantwortung tragen.“
Rabin schrieb in seinen Memoiren:

„Was sollten sie mit den 50.000 Zivilisten in den beiden Städten machen … Selbst Ben-Gurion konnte keine Lösung anbieten. Während der Diskussion im Operationshauptquartier schwieg er, wie es seine Gewohnheit in solchen Situationen war. Offensichtlich konnten wir die feindselige und bewaffnete Bevölkerung [von Lydda] nicht in unserem Rücken lassen, wo sie die Versorgungsroute [der Truppen] beim Vorrücken nach Osten gefährden könnte … Allon wiederholte die Frage: Was soll mit der Bevölkerung geschehen? Ben-Gurion machte eine Handbewegung, die besagte: Treibt sie raus!… Vertreibung klingt hart … Psychologisch gesehen war dies eine der schwierigsten Maßnahmen, die wir durchführten. Die Bevölkerung [Lyddas] ging nicht freiwillig. Der Einsatz von Gewalt und Warnschüsse waren unvermeidlich, um die Einwohner zu einem Marsch von 10 bis 15 Meilen zu bewegen, bis zu dem Punkt, an dem sie auf die Legion trafen.“

Flapan behauptet, dass die Ereignisse in Nazareth, obwohl sie anders endeten, dennoch auf ein bestimmtes Muster der Vertreibung hinweisen. Am 16. Juli, drei Tage nach den Vertreibungen in Lydda und Ramlah, kapitulierte die Stadt Nazareth vor der IDF. Der kommandierende Offizier, ein kanadischer Jude namens Ben Dunkelman, hatte das Kapitulationsabkommen im Namen der israelischen Armee zusammen mit Chaim Laskov (damals Brigadegeneral, später Generalstabschef der IDF) unterzeichnet. Das Abkommen versicherte den Zivilisten, dass ihnen kein Leid zugefügt werde, doch am nächsten Tag übergab Laskov Dunkelman einen Befehl zur Evakuierung der Bevölkerung, den Dunkelman ablehnte.
Während der Evakuierung kam es häufig zu Plünderungen; mehrere Vergewaltigungen sind bekannt. Insgesamt wurden nach Angaben von Morris etwa 100.000 Palästinenser in dieser Phase zu Flüchtlingen.:448
Glazer zitiert das Zeugnis von Graf Bernadotte, dem UN-Vermittler in Palästina, der berichtete, dass „der Exodus der palästinensischen Araber aus der Panik resultierte, die durch Kämpfe in ihren Gemeinden, durch Gerüchte über tatsächliche oder angebliche Terrorakte oder Vertreibung entstanden war. Fast die gesamte arabische Bevölkerung floh oder wurde aus dem von Juden besetzten Gebiet vertrieben.“
Am 26. September informierte Yosef Weitz Ben-Gurion darüber, dass Massen von Palästinensern versuchten, zu ihrem Land in Israel zurückzukehren, beziehungsweise zu den Ländereien, die Israel gerade zu übernehmen im Begriff war. Auf die Frage, wie man mit diesem Problem umgehen sollte, befürwortete Weitz eine Politik der endlosen 'Belästigung' ([hatrada]). Später am selben Tag lehnte sein Kabinett seinen Vorschlag ab, dass Israel eine Invasion gegen die Arabische Legion starten sollte, um die Kontrolle über einen Teil oder das gesamte Westjordanland zu erlangen, wo diese ihre Basis hatte. In diesem Kontext wies Ben-Gurion Yigael Yadin an, Israels biologische Kriegsführung auf das Ausland auszudehnen, beginnend mit der Vergiftung des Kairoer Wassernetzes mit toxischen Bakterien. Ähnliche Maßnahmen waren in Syrien und Libanon geplant. Diese Projekte wurden aus verschiedenen Gründen nie in die Tat umgesetzt.

### Oktober 1948 – März 1949

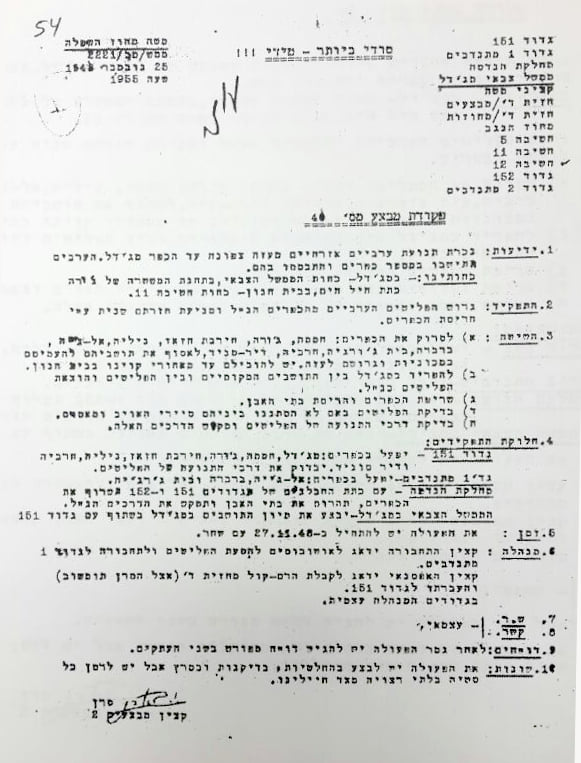
IDF-Operationsbefehl für die Zerstörung palästinensischer Dörfer im November 1948.

Diese Periode des Exodus war geprägt von militärischen Erfolgen Israels. Operation Joʾav im Oktober machte den Weg in die Negev frei machte und gipfelte in der Eroberung von Beerscheba. Operation Ha-Har im selben Monat säuberte den Jerusalemer Korridor von Widerstandsnestern. Die Operation Chiram (Luftoperationen ab 22., Bodenoffensive 28.–31. Oktober 1948) führte zur Eroberung von Obergaliläa. Operation Chorev im Dezember 1948 und Operation Uvda im März 1949 vervollständigten die Eroberung des Negev, welcher im Teilungsplan der Vereinten Nationen dem jüdischen Staat zugewiesen worden war. Diese Operationen stießen auf Widerstand von palästinensischen Arabern, die zu Flüchtlingen werden sollten. Die militärischen Aktivitäten Israels beschränkten sich auf Galiläa und die dünn besiedelte Negevwüste. Den Dorfbewohnern in Galiläa war klar, dass eine Rückkehr bei einer Abwanderung keineswegs unmittelbar bevorstand. Daher entvölkerten sich nach Morris weit weniger Dörfer spontan als zuvor. Der Großteil des palästinensischen Exodus war auf eine klare, direkte Ursache zurückzuführen: Vertreibung und gezielte Schikanen. Wie Morris schreibt, „waren die Kommandeure eindeutig darauf aus, die Bevölkerung in den Gebieten, die sie eroberten, zu vertreiben“.:490
Während der Operation Chiram in Obergaliläa erhielten die israelischen Militärkommandanten den Befehl: „Tun Sie alles, um die eroberten Gebiete sofort und schnell von allen feindlichen Elementen gemäß den erteilten Anweisungen zu säubern. Den Bewohnern sollte geholfen werden, die eroberten Gebiete zu verlassen.“ (31. Oktober 1948, Moshe Carmel) Der amtierende Vermittler der UN, Ralph Bunche, berichtete, dass Beobachter der Vereinten Nationen umfangreiche Plünderungen von Dörfern im Galiläa durch israelische Streitkräfte dokumentiert hatten. Ziegen, Schafe und Maultiere wurden weggeschleppt. Diese Plünderungen, so berichteten die Beobachter der Vereinten Nationen, schienen systematisch zu sein, da Armeelastwagen für den Transport verwendet wurden. Die Situation, so heißt es in dem Bericht, habe einen neuen Zustrom von Flüchtlingen in den Libanon ausgelöst. Die israelischen Streitkräfte hatten laut diesem UN-Bericht das Gebiet im Galiläa, das zuvor von den Streitkräften Kaukjis kontrolliert wurde, besetzt und bereits die libanesische Grenze überschritten. Bunche erläuterte, dass israelische Streitkräfte nun Positionen im südöstlichen Eck des Libanon innehatten, einschließlich etwa fünfzehn libanesischer Dörfer, die von kleinen israelischen Abteilungen besetzt seien.
Laut Morris flohen während der Operation Chiram und der Operation Joʾav 200.000 bis 230.000 Palästinenser.:492Laut Ilan Pappé wurden „in einem Zeitraum von sieben Monaten fünfhunderteinunddreißig Dörfer zerstört und elf städtische Viertel geleert […] Die Massenvertreibung war begleitet von Massakern, Vergewaltigungen und der Inhaftierung von Männern […] in Arbeitslagern für Zeiträume von über einem Jahr.“

## Zeitgenössische Vermittlung und die Lausanner Konferenz

### UN-Vermittlung
Die Vereinten Nationen waren von Beginn an durch die United Nations Truce Supervision Organization (UNTSO) und die Gemischten Waffenstillstandskommissionen in den Konflikt eingebunden. Im Herbst 1948 stand die Realität des Flüchtlingsproblems fest und mögliche Lösungen wurden diskutiert. Graf Folke Bernadotte äußerte sich hierzu am 16. September:

„Keine Regelung kann gerecht und vollständig sein, wenn nicht die Anerkennung des Rechts des arabischen Flüchtlings, in das Heim zurückzukehren, aus dem er vertrieben wurde, gewährt wird. Es wäre ein Verstoß gegen die Grundsätze der elementaren Gerechtigkeit, wenn diesen unschuldigen Opfern des Konflikts das Recht verwehrt würde, in ihre Häuser zurückzukehren, während jüdische Einwanderer nach Palästina strömen und tatsächlich die dauerhafte Ersetzung der arabischen Flüchtlinge, die seit Jahrhunderten in dem Land verwurzelt sind, droht.“

Die Resolution 194 der Generalversammlung der Vereinten Nationen, die am 11. Dezember 1948 verabschiedet und seitdem jedes Jahr bekräftigt wurde, war die erste Resolution, die Israel aufforderte, den Flüchtlingen die Rückkehr zu ermöglichen:

„Die Flüchtlinge, die in ihre Heimat zurückkehren und in Frieden mit ihren Nachbarn leben möchten, sollten dazu so bald wie möglich die Erlaubnis erhalten, und es sollte eine Entschädigung für das Eigentum derjenigen gezahlt werden, die sich entscheiden, nicht zurückzukehren, sowie für den Verlust oder Schaden von Eigentum, das nach den Prinzipien des Völkerrechts oder aus Billigkeitsgründen von den Regierungen oder zuständigen Behörden ersetzt werden sollte.“

### Lausanner Konferenz von 1949
Zu Beginn der Lausanner Konferenz von 1949, am 12. Mai 1949, stimmte Israel grundsätzlich zu, die Rückkehr aller palästinensischen Flüchtlinge zu erlauben. Gleichzeitig wurde Israel Mitglied der Vereinten Nationen, nachdem die Resolution 273 der Generalversammlung der Vereinten Nationen am 11. Mai 1949 verabschiedet wurde, die teilweise lautete:

„Weiterhin ist die Erklärung des Staates Israel zu vermerken, dass er ‚die Verpflichtungen der Charta der Vereinten Nationen vorbehaltlos akzeptiert und sich verpflichtet, diese ab dem Tag, an dem er Mitglied der Vereinten Nationen wird, zu respektieren‘.“

Stattdessen machte Israel das Angebot, 100.000 der Flüchtlinge zurückkehren zu lassen, allerdings nicht unbedingt in ihre früheren Wohnungen. Inbegriffen in diese Zahl waren 25.000 Personen, die heimlich zurückgekehrt waren, und 10.000 Fälle von Familienzusammenführungen.:577 Der Vorschlag war an einen Friedensvertrag geknüpft, der es Israel erlauben würde, das im Rahmen des UN-Teilungsplans für Palästina den arabischen Staaten zugewiesene, aber von Israel eroberte Territorium zu behalten und – entgegen Israels Versprechen bei der Annahme der UN-Mitgliedschaft – darauf, dass die arabischen Staaten die verbleibenden 550.000 bis 650.000 Flüchtlinge aufnehmen würden. Die arabischen Staaten lehnten den Vorschlag aus rechtlichen, moralischen und politischen Gründen ab, und Israel zog sein begrenztes Angebot schnell zurück.
Benny Morris fasst es in seinem Buch von 2004, The Birth of the Palestinian Refugee Problem Revisited, aus seiner Sicht zusammen:

„Rückblickend erschien es so, als wäre in Lausanne die beste und vielleicht einzige Chance für eine Lösung des Flüchtlingsproblems verpasst worden, wenn nicht gar für das Erreichen einer umfassenden Nahost-Regelung. Aber die grundlegende Unvereinbarkeit der anfänglichen Ausgangspositionen und der fehlende Wille beider Seiten, sich schnell auf einen Kompromiss zuzubewegen – geboren aus arabischer Ablehnung und einem tiefen Gefühl der Demütigung sowie aus israelischer Siegestrunkenheit und physischen Bedürfnissen, die weitgehend durch den Zustrom jüdischer Flüchtlinge bestimmt wurden – verurteilten die ‚Konferenz‘ von Anfang an zum Scheitern. Dem amerikanischen Druck auf beide Seiten fehlte die Entschiedenheit (a sharp, determined cutting edge); er reichte nicht aus, um entweder Juden oder Araber ausreichend zu bewegen. Das ‚Angebot von 100.000‘ war ein Klassiker von zu wenig, zu spät.“

Ilan Pappé schreibt:

„Dieses israelische Abkommen wurde unter Druck der Vereinigten Staaten geschlossen, und weil die Israelis Mitglied der Vereinten Nationen werden wollten, was die Regelung des Flüchtlingsproblems voraussetzte. Nachdem Israel in die UN aufgenommen worden war, zog es sich von dem Protokoll zurück, das es unterzeichnet hatte. Denn Israel war mit dem Status quo völlig zufrieden und sah keine Notwendigkeit, Zugeständnisse in Bezug auf die Flüchtlinge oder bei Grenzfragen zu machen. Der israelische Außenminister Moshe Sharett hatte auf eine umfassende Friedensregelung in Lausanne gehofft. Aber er war kein Gegner für den Ministerpräsidenten David Ben-Gurion. Die Waffenstillstandsabkommen, die die Kämpfe mit den arabischen Staaten beendeten, hielt Ben-Gurion für ausreichend und räumte einem dauerhaften Friedensvertrag eine geringe Priorität ein.“

## Ergebnisse des palästinensischen Exodus
Die Vertreibung der Palästinenser in den Jahren 1947–49 führte zu einer erheblichen Entvölkerung der von Israel besetzten Gebiete, in denen „etwa 90 Prozent der Palästinenser ethnisch gesäubert wurden – viele durch psychologische Kriegsführung und/oder militärischen Druck sowie eine große Zahl unter Waffengewalt.“ Historische arabische Ortsnamen wurden durch hebräische Namen ersetzt, die auf biblischen Namen basieren.

### Wirtschaftsschäden
Als Städte und Dörfer im Konflikt entweder erobert oder verlassen wurden, war die Plünderung durch jüdische Streitkräfte und Bewohner so weit verbreitet, dass laut Haaretz David Ben-Gurion am 24. Juli 1948 bemerkte: „Es stellt sich heraus, dass die meisten Juden Diebe sind.“ Netiva Ben-Yehuda, ein Kommandant der Palmach, verglich das Plündern, das sie in Tiberias beobachtete, mit dem klassischen Verhalten, das ihre Unterdrücker während der antisemitischen Pogrome in Europa an den Tag legten:
Solche Bilder waren uns bekannt. Es war die Art und Weise, wie immer mit uns verfahren wurde, im Holocaust, während des Weltkriegs und bei allen Pogromen. Oy, wie gut wir diese Bilder kannten. Und hier – hier taten wir diese schrecklichen Dinge anderen an. Wir luden alles auf den Lieferwagen – mit einem schrecklichen Zittern der Hände. Und das war nicht wegen des Gewichts. Selbst jetzt zittern meine Hände, nur weil ich darüber schreibe.

### Verlassene, evakuierte und zerstörte palästinensische Ortschaften
Mehrere Autoren haben Studien zur Anzahl der palästinensischen Ortschaften durchgeführt, die während des Zeitraums 1947–1949 verlassen, evakuiert oder zerstört wurden. Basierend auf ihren jeweiligen Berechnungen fasst die folgende Tabelle ihre Informationen zusammen.
| Referenz  | Städte | Dörfer | Stämme | Gesamt |
| --------- | ------ | ------ | ------ | ------ |
| Morris    | 10     | 342    | 17     | 369    |
| Khalidi   | 1      | 400    | 17     | 418    |
| Abu Sitta | 13     | 419    | 99     | 531    |

Quelle: Die Tabellendaten wurden aus „Ruling Palestine, A History of the Legally Sanctioned Jewish-Israeli Seizure of Land and Housing in Palestine“ entnommen. COHRE & BADIL, Mai 2005, S. 34

Anmerkung: Für Informationen zu Methodologien siehe: Morris, Benny (1987): The Birth of the Palestinian Refugee Problem, 1947–1949. New York: Cambridge University Press, 1987; Khalidi, Walid (Hrsg.): All That Remains: The Palestinian Villages Occupied and Depopulated by Israel in 1948. Washington, D.C: Institute for Palestine Studies, 1992, Anhang IV, S. xix, 585–586; und Salman Abu Sitta: The Palestinian Nakba 1948. London: The Palestinian Return Centre, 2000.
Laut dem Centre on Housing Rights and Evictions (COHRE) und BADIL umfasst Morris' Liste der betroffenen Ortschaften, die kürzeste der drei, Städte, schließt jedoch andere Orte aus, die von Khalidi oder Abu Sitta genannt werden. Die sechs in Khalidis Studie verglichenen Quellen haben gemeinsam 296 der als zerstört oder entvölkert aufgeführten Dörfer. Sechzig weitere Dörfer werden in allen bis auf einer Quelle zitiert. Von den insgesamt 418 in Khalidi zitierten Ortschaften wurden 292 (70 Prozent) vollständig zerstört und 90 (22 Prozent) „weitgehend zerstört“. COHRE und BADIL weisen auch darauf hin, dass andere Quellen auf weitere 151 Ortschaften verweisen, die aus verschiedenen Gründen aus Khalidis Studie ausgeschlossen wurden (zum Beispiel große Städte und Ortschaften, die entvölkert wurden, sowie einige Beduinenlager und Dörfer, die „geräumt“ wurden, bevor die Feindseligkeiten begannen). Abu Sittas Liste umfasst Stämme in Beersheba, die Land verloren haben; die meisten davon wurden in Khalidis Arbeit ausgelassen.
Eine weitere Studie, die Feldforschungen und Vergleiche mit britischen und anderen Dokumenten beinhaltet, kommt zu dem Schluss, dass 1948 insgesamt 472 palästinensische Siedlungen (einschließlich Städte und Dörfer) zerstört wurden. Sie stellt fest, dass die Verwüstung in einigen Unterbezirken nahezu vollständig war. Zum Beispiel wird darauf hingewiesen, dass 96,0 % der Dörfer im Gebiet von Jaffa vollständig zerstört wurden, ebenso 90,0 % derer in Tiberias, 90,3 % derer in Safad und 95,9 % derer in Beisan. Außerdem extrapoliert sie aus den britischen Volkszähldaten von 1931, um zu schätzen, dass in diesem Zeitraum über 70280 palästinensische Häuser zerstört wurden.
In einer weiteren Untersuchung präsentiert Abu Sitta die Ergebnisse, die sich auf acht unterschiedliche Phasen der Entvölkerung Palästinas zwischen 1947 und 1949 beziehen. Die Resultate sind in der nachstehenden Tabelle dargestellt:
| Phase:                                                     | Anzahl der zerstörten/entvölkerten Ortschaften | Anzahl der Flüchtlinge | Jüdische/israelische Ländereien (km²) |
| ---------------------------------------------------------- | ---------------------------------------------- | ---------------------- | ------------------------------------- |
| Nov. 1947 – März 1948                                      | 30                                             | >22.600 A              | 1.159,4                               |
| Apr. – 13. Mai 1948 (Tiberias, Jaffa, Haifa, Safed usw.)   | 199                                            | >400.000               | 3.363,9                               |
| 15 Mai – 11. Juni 1948 (zusätzliche 90 Dörfer)             | 290                                            | >500.000               | 3.943,1                               |
| Juni – 18. Juli 1948 (Lydda/Ramleh, Nazareth etc.)         | 378                                            | >628.000               | 5.224,2                               |
| 19. Juli – 24. Oktober 1948 (Galiläa und südliche Gebiete) | 418                                            | >664.000               | 7.719,6                               |
| 24. Okt. – 5. Nov. 1948 (Galiläa etc.)                     | 465                                            | >730.000               | 10.099,6                              |
| 5. Nov. 1948 – 18. Jan. 1949 (Negev etc.)                  | 481                                            | >754.000               | 12.366,3                              |
| 18. Januar – 20. Juli 1949 (Negev etc.)                    | 531                                            | >804.000               | 20.350,0                              |

Quelle: Die Tabellendaten wurden aus „Ruling Palestine, A History of the Legally Sanctioned Jewish-Israeli Seizure of Land and Housing in Palestine“ entnommen. COHRE & BADIL, Mai 2005, S. 34. Die Quelle ist: Abu Sitta, Salman (2001): „Von Flüchtlingen zu Bürgern zu Hause“. London: Palestine Land Society and Palestinian Return Centre, 2001.

### Palästinensische Flüchtlinge
| Gesamtbevölkerung                                                                | Gesamtbevölkerung |
| -------------------------------------------------------------------------------- | ----------------- |
| 4,9 Millionen (registriert bei UNRWA; einschließlich Nachkommen und umgesiedelt) |                   |
| Regionen mit signifikanten Bevölkerungsgruppen                                   |                   |
| Gazastreifen, Jordanien, Westjordanland, Libanon, Syrien                         |                   |
| Sprachen                                                                         |                   |
| Palästinensisch-Arabisch                                                         |                   |
| Religionen                                                                       |                   |
| Islam und Christentum                                                            |                   |

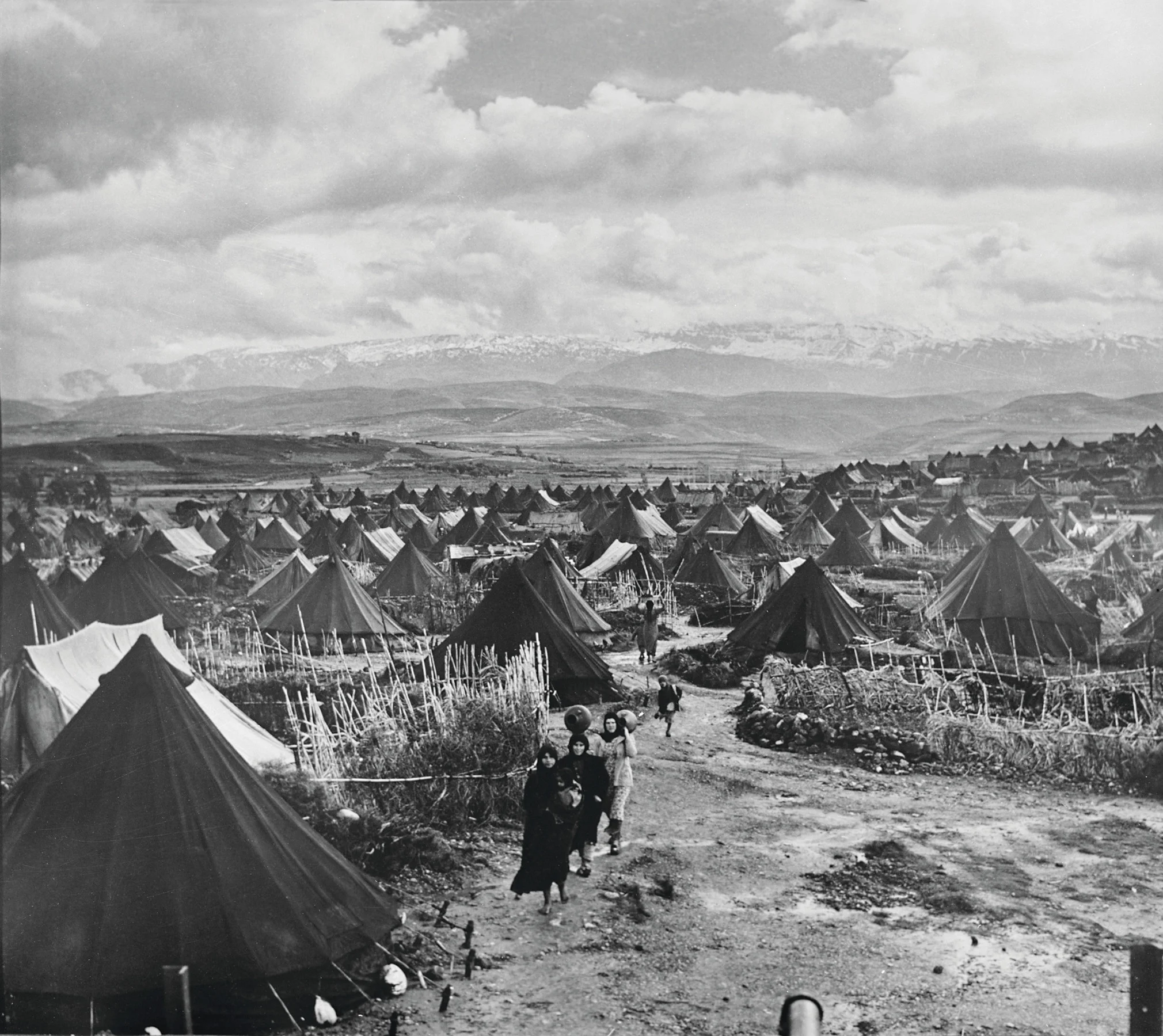
Das palästinensische Flüchtlingslager Nahr al-Bared im Libanon, 1952

Am 11. Dezember 1948, 12 Monate vor der Gründung der UNRWA, wurde die Resolution 194 der Generalversammlung der Vereinten Nationen angenommen. Die Resolution akzeptierte die Definition palästinensischer Flüchtlinge als „Personen arabischer Herkunft, die nach dem 29. November 1947 Gebiete verließen, die derzeit unter der Kontrolle der israelischen Behörden stehen und zu diesem Datum palästinensische Bürger waren“; und „Personen arabischer Herkunft, die das genannte Gebiet nach dem 6. August 1924 und vor dem 29. November 1947 verlassen haben und die zu letzterem Datum palästinensische Bürger waren; 2. Personen arabischer Herkunft, die das betreffende Gebiet vor dem 6. August 1924 verlassen haben und die, nachdem sie sich für die palästinensische Staatsbürgerschaft entschieden hatten, diese Staatsbürgerschaft bis zum 29. November 1947 beibehalten hatten.“
Die UNRWA wurde gemäß der Resolution 302 (IV) der UNGA vom 8. Dezember 1949 gegründet. Sie definiert Flüchtlinge, die für die Dienste der UNRWA in Frage kommen, als „Personen, deren gewöhnlicher Wohnsitz zwischen Juni 1946 und Mai 1948 in Palästina lag, die infolge des arabisch-israelischen Konflikts von 1948 sowohl ihr Zuhause als auch ihre Lebensgrundlagen verloren haben“, und umfasst auch die Nachkommen von Personen, die 1948 zu Flüchtlingen wurden. Das Mandat der UNRWA erstreckt sich nicht auf den endgültigen Status.
Die Schätzung der Flüchtlingszahl von der UNRWA aus dem Jahr 1949 betrug 726.000,:602 aber die Zahl der registrierten Flüchtlinge lag bei 914.000. Die UN-Vermittlungskommission erklärte, dass die Zahl durch „Duplikation von Versorgungskarten, Hinzufügung von Personen, die aus anderen als den von Israel kontrollierten Gebieten vertrieben wurden, und von Personen, die zwar nicht vertrieben wurden, aber mittellos sind,“ aufgebläht wurde. Die UNRWA merkte zusätzlich an, dass „alle Geburten eifrig gemeldet werden, während die Todesfälle wo möglich verschwiegen werden,“ und dass „die Geburtenrate ohnehin hoch ist, was jährlich einen Nettozuwachs von 30.000 Namen bedeutet.“ Bis Juni 1951 hatte die UNRWA die Zahl der registrierten Flüchtlinge nach der Ausmerzung vieler falscher und doppelter Registrierungen auf 876.000 reduziert.
Im Jahr 2003 ist die Anzahl derjenigen, die für die Dienste der UNRWA berechtigt sind, auf über 4 Millionen angestiegen, ein Drittel davon lebt im Westjordanland und im Gazastreifen; etwas weniger als ein Drittel in Jordanien; 17 % in Syrien und im Libanon (Bowker, 2003, S. 72) und ungefähr 15 % in anderen arabischen und westlichen Ländern. Etwa 1 Million Flüchtlinge besitzen keine andere Form der Identifikation als eine UNRWA-Identifikationskarte.

### Präventionsgesetz gegen Infiltration
Nach dem Auftreten des palästinensischen Flüchtlingsproblems nach dem Arabisch-Israelischen Krieg von 1948 versuchten viele Palästinenser auf die eine oder andere Weise, in ihre Heimat zurückzukehren. Es gab auch Angriffe durch palästinensische Fedajin. Die meisten Infiltrationen zu dieser Zeit hatten wirtschaftliche Gründe. Im Jahr 1954 erließ Israel das Gesetz zur Verhinderung von Infiltrationen, das Straftaten bewaffneter und unbewaffneter Infiltration nach Israel vor ein Militärgericht bringt. Das erklärte Ziel des Gesetzes war es, das Eindringen der palästinensischen Fedajin in das Gebiet Israels zu verhindern.
Das Gesetz berücksichtigt nicht die Motive der Person für das Überschreiten der Grenze und das Betreten Israels. Der arabisch-israelische Schriftsteller Sabri Jiryis behauptet, dass das Ziel des Gesetzes darin bestand, Palästinenser daran zu hindern, nach Israel zurückzukehren, und diejenigen, die dies dennoch taten, als Infiltranten betrachtet wurden.

### Land- und Eigentumsgesetze
Nach seiner Gründung entwickelte Israel ein Rechtssystem, das die Legitimation sowohl für die Fortsetzung als auch für die Konsolidierung der Verstaatlichung von Land und Eigentum bot, einen Prozess, der bereits Jahrzehnte zuvor eingeleitet worden war. In den ersten Jahren seiner Existenz basierten viele der neuen Gesetze noch auf früherem osmanischen und britischen Recht. Diese Gesetze wurden später modifiziert oder vollständig ersetzt.
Die erste Herausforderung, der sich Israel gegenübersah, bestand darin, seine Kontrolle über Land in rechtmäßiges Eigentum umzuwandeln. Dies war die treibende Kraft hinter der Verabschiedung mehrerer Gesetze aus der ersten Gruppe der Bodengesetzgebung.

#### Anfängliche „Notstandsgesetze“ und „Vorschriften“
Eines der bedeutenderen anfänglichen Gesetze war Artikel 125 der „Verteidigungs(notstands)verordnungen“.
Laut Kirshbaum hat das Gesetz zur Folge, dass „niemand ohne Erlaubnis des israelischen Militärs ein- oder ausgehen darf.“ „Diese Vorschrift wurde genutzt, um einen Grundstückseigentümer von seinem eigenen Land auszuschließen, damit es als unbewohnt betrachtet und dann nach dem ‚Land Acquisition (Validation of Acts and Compensation) Law (1953)‘ enteignet werden konnte. Sperrungen müssen nicht im Amtsblatt veröffentlicht werden.“

#### Gesetze über das Eigentum von Abwesenden
Gesetze über das Eigentum der Abwesenden (en: Absentees' Property Laws) waren mehrere Gesetze, die zunächst als Notverordnungen von der jüdischen Führung erlassen wurden, aber nach dem Krieg in die Gesetze Israels eingegliedert wurden. Die Beispiele für den ersten Typ von Gesetzen sind das „Notstandsrecht (Eigentum der Abwesenden), 5709-1948 (Dezember)“, das gemäß Artikel 37 des „Gesetzes über das Eigentum der Abwesenden, 5710-1950“ durch letzteres ersetzt wurde; das „Notstandsrecht (Requirierung von Eigentum), 5709-1949“, und andere damit zusammenhängende Gesetze.
Gemäß COHRE und BADIL (S. 41) konzentrierte sich dieses Rechtsgebiet im Gegensatz zu anderen Gesetzen, die darauf abzielten, Israels „rechtliche“ Kontrolle über Ländereien zu etablieren, darauf, eine „rechtliche“ Definition für die Menschen (hauptsächlich Araber) zu formulieren, die diese Länder verlassen hatten oder vertrieben worden waren.
Das Abwesenden-Eigentum spielte eine enorm wichtige Rolle dabei, Israel zu einem lebensfähigen Staat zu machen. Im Jahr 1954 lebte mehr als ein Drittel der jüdischen Bevölkerung Israels auf fernbleibendem Eigentum und fast ein Drittel der neuen Einwanderer (250.000 Personen) ließ sich in städtischen Gebieten nieder, die von Arabern verlassen worden waren. Von 370 neuen jüdischen Siedlungen, die zwischen 1948 und 1953 gegründet wurden, befanden sich 350 auf fernbleibendem Eigentum.
Das Abwesenden-Eigentum-Gesetz steht in direktem Zusammenhang mit der Kontroverse über die Parallelität zwischen dem jüdischen Exodus aus arabischen und muslimischen Ländern und dem palästinensischen Exodus, da Interessengruppen darauf hingewiesen haben, dass es starke Verbindungen zwischen den beiden Prozessen gibt und einige sogar behaupten, dass die Trennung der beiden Themen ungerecht sei.
Jedoch hat al-Husseini, der palästinensische Gouverneur von Ost-Jerusalem in der Palästinensischen Nationalbehörde (PNA), gesagt, dass das israelische Gesetz „rassistisch und imperialistisch ist und darauf abzielt, Tausende von Hektar und Grundstücken zu ergreifen“.

#### Weiter erlassene Gesetze
Eine Reihe israelischer Gesetze wurde erlassen, die den weiteren Erwerb entvölkerter Gebiete ermöglichten. Zu diesen Gesetzen gehörten:
- Die „Land (Erwerb für öffentliche Zwecke) Verordnung (1943)“. Zur Genehmigung der Beschlagnahmung von Land für Regierungs- und öffentliche Zwecke.
- Das „Verjährungsgesetz, 5718-1958“. Laut COHRE und BADIL (S. 44) wurde dieses Gesetz zusammen mit dem „Gesetz zur Änderung der Verordnung über die Regelung des Eigentums an Grundstücken, 5720-1960“, der „Verordnung über die Regelung des Eigentums an Grundstücken (Neufassung), 5729-1969“ und dem „Grundstücksgesetz, 5729-1969“ entworfen, um Kriterien in Bezug auf die Nutzung und Registrierung von Miri-Ländereien zu überarbeiten – eine der häufigsten Arten von Grundstücken in Palästina – und Israels Erwerb solcher Ländereien zu erleichtern.

## Israelische Säuberung von Dokumenten
Die israelische Regierung hat systematisch israelische Archive durchsucht, um Dokumente zu entfernen, die israelische Massaker an palästinensischen Dorfbewohnern in den Jahren 1947 und 1948 belegen, die zur palästinensischen Vertreibung führten. Nichtsdestotrotz konnten Neue israelische Historiker für ihre historiographischen Aufarbeitungen zu Fluchten und Vertreibungen in den Kriegsjahren reichlich aus den Archiven schöpfen, und ihre zahlreichen Publikationen dazu vor allem in den Jahren 1988 bis 2008 legen Zeugnis der Überlieferung der Ereignisse der Kriegsjahre ab.

## Israelisches Umsiedlungsprogramm
Nach dem Sechstagekrieg im Jahr 1967 gewann Israel die Kontrolle über eine beträchtliche Anzahl von Flüchtlingslagern in den von Ägypten und Jordanien eroberten Gebieten. Die israelische Regierung versuchte, sie dauerhaft umzusiedeln, indem sie ein subventioniertes „Baue-dein-eigenes-Haus“-Programm initiierte. Israel stellte Land für Flüchtlinge zur Verfügung, die sich dazu entschieden; die Palästinenser kauften Baumaterialien auf Kredit und bauten ihre eigenen Häuser, normalerweise mit Freunden. Israel versorgte die neuen Stadtteile mit notwendigen Dienstleistungen wie Schulen und Abwasserkanälen.
Die Generalversammlung der Vereinten Nationen verabschiedete die Resolutionen 31/15 und 34/52, die das Programm als Verletzung des „unveräußerlichen Rückkehrrechts“ der Flüchtlinge verurteilten und Israel aufforderten, das Programm einzustellen. Tausende von Flüchtlingen wurden in verschiedene Stadtviertel umgesiedelt, aber das Programm wurde aufgrund des Drucks der PLO ausgesetzt.

## Palästinensische und israelische Erzählungen
In den ersten Jahrzehnten nach dem Exodus konnten zwei diametral entgegengesetzte Analyseansätze unterschieden werden. Philip Mendes bemerkte 2007 zu den beiden Seiten, dass „Israel behauptet, die Araber seien gegangen, weil sie dazu aufgefordert wurden und absichtlich in Panik versetzt wurden, von ihren eigenen Führern, die das Feld für den Krieg von 1948 räumen wollten“, während „die Araber behaupten, dass ihr Volk mit dem Bajonett vertrieben wurde und durch Panik absichtlich von den Zionisten hervorgerufen wurde.“ Alternativerklärungen haben sich auf die psychologische Komponente konzentriert und suggeriert, dass Panik oder Hysterie die Palästinenser erfasste und den Exodus verursachte.
Ian Black von The Guardian bemerkte 2010, dass die Ereignisse der Nakba zu diesem Zeitpunkt „weit verbreitet“ als ethnische Säuberung beschrieben wurden, wobei israelische Dokumente aus dem Jahr 1948 selbst den Begriff „säubern“ verwendeten, wenn sie sich auf die Vertreibung von Arabern bezogen. Nicht alle Historiker akzeptieren diese Charakterisierung. Efraim Karsh gehört zu den wenigen Historikern, die immer noch der Meinung sind, dass die meisten Araber, die geflohen sind, aus eigenem Antrieb gegangen oder von ihren arabischen Mitmenschen zum Gehen gedrängt wurden, trotz israelischer Versuche, sie zum Bleiben zu überreden. Er sagt, dass die Vertreibungen in Lod und Ramle durch militärische Notwendigkeit angetrieben wurden.

### Palästinensische Erzählung
Die Ereignisse des Arabisch-Israelischen Krieges von 1948 haben die palästinensische Kultur stark beeinflusst. Unzählige Bücher, Lieder und Gedichte wurden über die Nakba geschrieben. Der Exodus wird normalerweise in stark emotionalen Begriffen beschrieben. Zum Beispiel verwies die prominente palästinensische Gelehrte und Aktivistin Hanan Ashrawi auf der umstrittenen Weltkonferenz gegen Rassismus im Jahr 2001 in Durban auf die Palästinenser als „… eine Nation in Gefangenschaft, gefangen gehalten in einer fortlaufenden Nakba, als das komplizierteste und allgegenwärtigste Ausdruck von anhaltendem Kolonialismus, Apartheid, Rassismus und Viktimisierung“.
Ghada Karmi schreibt, dass die israelische Version der Geschichte besagt, dass die „Palästinenser freiwillig oder auf Anweisung ihrer Führer gegangen sind und dass die Israelis keine Verantwortung, weder materiell noch moralisch, für ihr Schicksal trugen.“ Sie findet auch eine Form der Leugnung unter den Israelis, dass die Palästinenser die Schuld für die Nakba tragen, indem sie die vorgeschlagene Teilung Palästinas durch die UN in separate ethnische Staaten nicht akzeptieren.
Perry Anderson schreibt, dass „die Nakba so schnell und katastrophal war, dass keine palästinensische politische Organisation jeglicher Art für über ein Jahrzehnt danach existierte.“

### Israelische Erzählung
Die Herangehensweise des Staates Israel und der israelischen Juden an die Ursachen des Exodus ist in zwei Hauptperioden unterteilt: 1949 – Ende der 1970er Jahre, Ende der 1970er Jahre – Gegenwart (eine Periode, die durch das Aufkommen der Neuen Historiker gekennzeichnet ist).
Ab 1949 wurde die vorherrschende israelische Erzählung in den Veröffentlichungen verschiedener israelischer staatlicher Institutionen präsentiert, wie dem nationalen Informationszentrum, dem Ministerium für Bildung (Geschichts- und Staatsbürgerkundebücher) und der Armee (IDF), sowie in israelisch-jüdischen gesellschaftlichen Institutionen: Zeitungen, Memoiren von Veteranen des Krieges von 1948 und in den Studien der Forschungsgemeinschaft.
Es gab einige Ausnahmen: Die unabhängige Wochenzeitung Haolam Hazeh, die tägliche/wöchentliche Kol HaAm der Kommunistischen Partei und die sozialistische Organisation Matzpen präsentierten die palästinensische und die ausgewogene/kritische Erzählung. Einige jüdische Gelehrte außerhalb Israels – darunter Gabbay und Peretz – präsentierten seit den späten 1950er Jahren ebenfalls eine andere Erzählung. Gemäß dieser Erzählung verließen einige Palästinenser freiwillig, während andere von den jüdischen und später den israelischen Kampfkräften vertrieben wurden.

#### Veränderungen seit Ende der 1970er Jahre
Die Dominanz der bereitwillig-flüchtigen zionistischen Erzählung des Exodus in Israel begann vor allem Ende der 1970er Jahre von israelisch-jüdischen gesellschaftlichen Institutionen herausgefordert zu werden. Viele wissenschaftliche Studien und Tageszeitungsaufsätze sowie einige Memoiren jüdischer Kriegsveteranen von 1948 begannen, die ausgewogenere Erzählung zu präsentieren (manchmal auch als „postzionistisch“ bezeichnet). Gemäß dieser Erzählung verließen einige Palästinenser freiwillig (aufgrund von Aufrufen arabischer oder ihrer Führung, teilweise zu gehen, aus Angst und dem Zusammenbruch der Gesellschaft), während andere von den jüdisch-israelischen Kampfkräften vertrieben wurden.
Von Ende der 1970er Jahre an begannen viele Zeitungsartikel und wissenschaftliche Studien sowie einige Memoiren von Kriegsveteranen von 1948, die ausgewogene/kritische Erzählung zu präsentieren. Dies ist seit Ende der 1980er Jahre immer häufiger geworden, bis zu dem Punkt, dass seitdem die überwiegende Mehrheit der Zeitungsartikel und Studien sowie ein Drittel der Memoiren der Veteranen eine ausgewogenere Erzählung präsentiert haben. Seit den 1990er Jahren begannen auch Lehrbücher, die im Bildungssystem verwendet wurden, einige ohne Genehmigung des Bildungsministeriums, die ausgewogene Erzählung zu präsentieren.
Die israelisch-jüdische gesellschaftliche Veränderung verstärkte sich Ende der 1980er Jahre. Die Veröffentlichung von ausgewogenen/kritischen Zeitungsaufsätzen nahm zu, die überwiegende Mehrheit, zusammen mit ausgewogenen Memoiren der Kriegsveteranen von 1948, etwa ein Drittel. Zur gleichen Zeit begannen israelische NGOs signifikanter, die ausgewogenen und die palästinensischen Narrative in ihren Veröffentlichungen deutlicher darzustellen.
Darüber hinaus öffnete Israel in den 1980er Jahren einen Teil seiner Archive für die Untersuchung durch Historiker. Dies fiel mit dem Aufkommen verschiedener israelischer Historiker zusammen, die als Neue Historiker bezeichnet wurden und eine kritischere Analyse der Geschichte Israels bevorzugten. Die offiziellen und historiographischen Versionen der Araber/Palästinenser änderten sich kaum und erhielten Unterstützung von einigen der Neuen Historiker. Pappé bezeichnet den Exodus als ethnische Säuberung und verweist auf zionistische Vorbereitungen in den Vorjahren und liefert weitere Details zum Planungsprozess einer Gruppe, die er „Consultancy“ nennt. Morris lehnt diese Position ab, sagt aber, dass eine teilweise ethnische Säuberung diskutabel ist, wenn Lod und Ramle in Betracht gezogen werden.
Pappés Forschung zu diesem Thema wurde von Morris und Karsh stark kritisiert. Benny Morris sagt, dass Pappés Forschung von Ungenauigkeiten durchzogen und durch Verzerrungen gekennzeichnet ist. Ephraim Karsh bezeichnet Pappés Behauptung eines von Juden geplanten Masterplans zur Vertreibung von Arabern als konstruiert. Avi Shlaim hingegen, der von The Economist als „der klassischste“ und „der mainstreamigste“ der Neuen Historiker beschrieben wurde, hat Benny Morris kritisiert und gesagt, dass seit Beginn der Zweiten Intifada Morris' Forschung „vom linken zum rechten Ende“ abgekommen sei und dass „rassistische Untertöne“ gegenüber Arabern und Palästinensern zu einem Charakteristikum seiner Arbeit geworden seien. Über Karsh hat Shlaim geschrieben, dass er „eine selektive und tendenziöse Darstellung liefert, die darauf abzielt, die jüdische Seite von jeglicher Verantwortung“ für einige der Ereignisse, die 1948 stattfanden, freizusprechen, und dass er sich in „Verzerrungen und Fehlinterpretationen der Arbeit seiner Gegner“ engagiert.
Im März 2015 forderte Shai Piron, Mitglied der Yesh Atid-Partei und ehemaliger Bildungsminister Israels, dass alle Schulen in Israel die Nakba in ihren Lehrplan aufnehmen. „Ich bin dafür, die Nakba allen Schülern in Israel beizubringen. Ich glaube nicht, dass ein Schüler das israelische Bildungssystem durchlaufen kann, während 20 % der Schüler eine Ethik, eine Geschichte haben und er diese Geschichte nicht kennt.“ Er fügte hinzu, dass die Behandlung des Themas in Schulen einige der ethnischen Spannungen, die in der israelischen Gesellschaft bestehen, angehen könnte. Seine Äußerungen brachen mit einem Tabu in der traditionellen israelischen Erzählung und stehen im Konflikt mit Bemühungen einiger israelischer Gesetzgeber, Schulen zu entziehen, die die Nakba markieren.

#### Kritik an den israelischen Historikern
Eine fortlaufende wissenschaftliche Kritik an den israelischen Erzählungen über die Ereignisse von 1948 ist die übermäßige Abhängigkeit israelischer Historiker von israelischen offiziellen Dokumenten und Archivquellen. Die amerikanische Historikerin Rosemarie Esber, eine Expertin für arabische Oralgeschichte, hat argumentiert, dass die oft „übermäßige oder sogar ausschließliche Abhängigkeit von israelischen Archiven“, selbst durch die Neuen Historiker, mit Ausnahme von Ilan Pappé, „ihre Erzählungen und Schlussfolgerungen eingeschränkt hat“.

## Filme
- Sands of Sorrow (1950), Dokumentarfilm, Teil des UNESCO-Weltdokumentenerbes UNRWA – Foto- und Filmarchive der palästinensischen Flüchtlinge
- Al-Nakba: The Palestinian Catastrophe 1948 (1997), ein Dokumentarfilm von Benny Brunner und Alexandra Jansse, der die Ereignisse rund um die Schaffung des palästinensischen Flüchtlingsproblems verfolgt.
- 500 Dunam on the Moon (2002), ein Dokumentarfilm von Rachel Leah Jones über Ein Hod, ein palästinensisches Dorf, das im Krieg von 1948 von israelischen Streitkräften erobert und entvölkert wurde.
- The Sons of Eilaboun (2007), ein Dokumentarfilm von Hisham Zreiq, der die Geschichte des Exodus und der Rückkehr eines kleinen palästinensischen Dorfes namens Eilaboun im Jahr 1948 erzählt.
- The Promise (2011), eine britische Mini-Serie, geschrieben und inszeniert von Peter Kosminsky, die sich mit einer jungen Frau beschäftigt, die in der Gegenwart nach Israel geht und ihren Besuch nutzt, um die Rolle ihres Soldatengroßvaters in der Nachkriegsphase des britischen Völkerbundsmandats für Palästina zu untersuchen.
- Farha (2022), ein historisches Drama von Darin J. Sallam über die Erfahrung eines palästinensischen Mädchens während der Nakba, basierend auf einer wahren Geschichte, die ihr als Kind über ein Mädchen namens Radieh erzählt wurde.

## Galerie

Ein Palästinenser wacht über eine Schule in einem Flüchtlingslager, 1948.
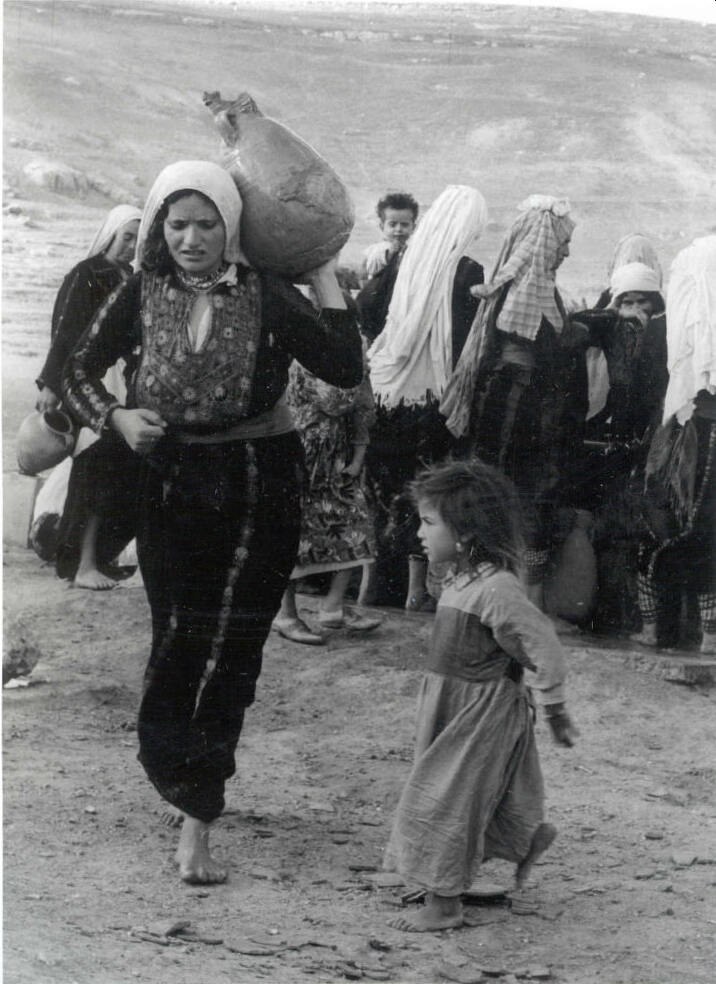
Palästinensische Frau, ein Kind und ein Krug
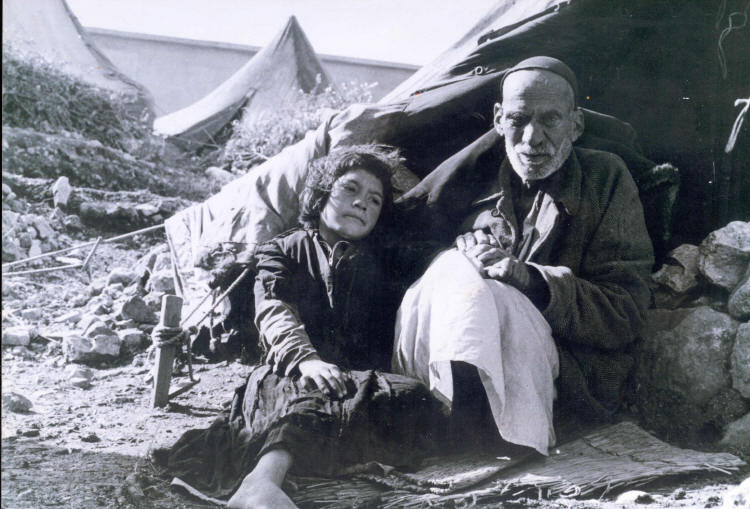
Flüchtlinge im Freien, 1948
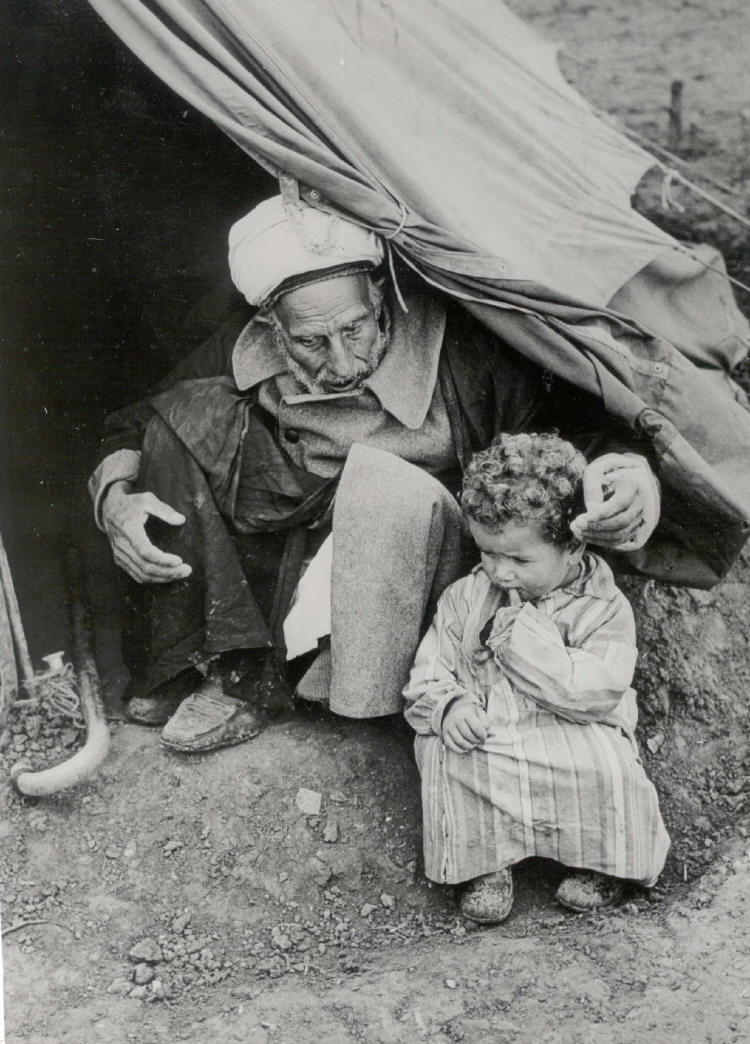
Alt und Jung am Eingang eines Zeltes, 1948